# Natacha Donzé
Natacha Donzé (* 1991 in Boudevilliers, Schweiz) ist eine schweizerische Künstlerin, die in Lausanne lebt und arbeitet. Natacha Donzé schafft mit Hilfe der Airbrush-Technik grossflächige Gesamtkunstwerke, die Assoziationen zu Phänomenen aus der Naturwissenschaft, zu Zellen und zu physikalischen und biologischen Prozessen wecken.

## Werdegang
Natacha Donzé absolvierte 2014 ihr Studium an der École cantonale d’art de Lausanne (ECAL) in Lausanne. Sie war 2019 Finalistin des Prix Mobilière und wurde im selben Jahr mit dem Kiefer-Hablitzel-Stipendium ausgezeichnet.

## Werk
In der künstlerischen Praxis von Natacha Donzé spiegeln sich verschiedene Ambivalenzen der Gegenwart in malerischen Gesamtkompositionen wider. Charakteristisch für ihre Arbeiten ist die Verdeutlichung von Systemen und Machtstrukturen. Dies geschieht durch die geometrische Aufteilung der Bildflächen oder durch das Zusammenfügen mehrerer Leinwände. Durch die Airbrush-Technik entstehen atmosphärisch leuchtende Farbflächen, auf denen meist kleine, organische, minutiös gemalte Formen in feinen Pinselstrichen hervortreten. Diese können an Lichtreflexe, an Wassertropfen, an Feuerfunken, an Explosionen oder an Zellen unter dem Mikroskop erinnern. Bilder aus politischen Zusammenhängen, historische Enzyklopädien, gefundene Pressefotografien oder wissenschaftliches Bildmaterial aus Datenbanken dienen der Künstlerin als Referenzen.
Ihre Gemälde wecken aber auch Assoziationen an Landschaften, die mit Wärmebildkameras, Flug- oder Satellitenbildern aufgenommen wurden und eine fragmentarische und entfremdete Realität abbilden. So verbindet sich auch in ihren Werken die Ästhetik medial vermittelter, digitaler Bilder mit ökologischen Fragestellungen. Donzés Arbeiten schaffen eine sphärische Ästhetik für die Faszination der grossen und kleinen Phänomene der Gegenwart.
2018 erhielt sie den Nachwuchspreis des Kunstmuseums La Chaux-de-Fonds, der im Rahmen der Biennale für zeitgenössische Kunst verliehen wird.
Anlässlich der Eröffnung der Art Basel im Jahr 2023 wurde sie mit dem Swiss Art Award des Bundesamtes für Kultur (BAK) ausgezeichnet. Für ihre Präsentation schuf sie mehrere Arbeiten auf Leinwand, die an die Tradition der Farbfeldmalerei anknüpfen und mikroskopische Ansichten mit technischen Elementen in einem scheinbar dimensionslosen Raum kombinieren.
Ihre erste Ausstellung in Deutschland in der Galerie Max Goelitz fand im Anschluss an eine Residenz der Künstlerin in Berlin statt, die 2022 vom Departement für Bildung, Jugend und Kultur des Kantons Waadt gefördert wurde. Für die Ausstellung mit dem Titel gatekeepers bezog sich Donzé auf politische, soziale und kulturelle Strukturen, die sich in der Architektur öffentlicher Räume und im Austausch von Informationen manifestieren. Der Titel gatekeepers beschreibt die vielfältigen Aktivitäten, mit denen der Zugang zu Informationen kontrolliert oder eingeschränkt wird. Dies schliesst den Einfluss von Menschen ebenso ein wie den von digitalen Suchmaschinen, von Firewalls, von sozialen Strukturen, von Behältern für kontaminierte Substanzen oder von physischen Manifestationen des virtuellen Raums.

## Sammlungen
Donzés Arbeiten sind in zahlreichen öffentlichen Kunstsammlungen beheimatet, unter anderem in der FAP in Lausanne, der Collection BCV in Lausanne, der Collection BNP Paribas in Zürich, der Schweizerischen Nationalbibliothek in Bern, dem Musée des Beaux-Arts in La Chaux-de-Fonds, der Sigg Art Foundation in Le Castellet, dem frac île de france in Paris, dem MCBA Lausanne in Lausanne, der BNS in Zürich, dem Kanton Neuchâtel sowie der Schweizerischen Mobiliar Versicherungsgesellschaft AG in Bern.

## Auszeichnungen und Stipendien
- 2018 Bourse culturelle, Fondation Leenaards, Lausanne
- 2018 Prix jeune talent, Musée des Beaux-Arts, La Chaux-de-Fonds
- 2018 Fondation Leenaards, Lausanne
- 2019 Kiefer Hablitzel Stiftung, Bern
- 2021 Sigg Art Foundation Residency, Südfrankreich
- 2022 Berlin Residency (Kanton Waadt), Berlin
- 2023 Swiss Art Award, Basel
- 2023 Vordemberge-Gildewart Stipendium

## Einzelausstellungen
- 2017 White Musk, Harpe45, Lausanne, Schweiz
- 2018 Life Savers, Unit110, New York, USA
- 2018 The empire and the mansion, Milieu, Bern, Schweiz
- 2018 Memorial Garden, Espace Quark, Genf, Schweiz
- 2019 Bitter Benefits, Forde, Genf, Schweiz
- 2019 Cortèges, Lokal-int, Biel, Schweiz
- 2020 Cortège, Parliament, Paris, Frankreich
- 2021 UNWORLDING, curated by Cédric Fauq, Frieze, London, Vereinigtes Königreich
- 2021 Festins, Musée des Beaux-Arts, La Chaux-de-Fonds, Schweiz
- 2021 All day eating flowers, La Placette, Lausanne, Schweiz
- 2022 Sleepwalk, Kunst(Zeug)Haus, Rapperswil-Jona, Schweiz
- 2023 gatekeepers, max goelitz, Berlin, Deutschland
- 2024 MEMORY BEACON, Parliament, Paris, Frankreich

## Gemeinschaftsausstellungen
- 2014 Cantonale Berne Jura, Kunsthaus Langenthal, Schweiz
- 2014 Cantonale Berne Jura, Musée des Arts, Moutier, Schweiz
- 2014 Magic Bazaar, MJ Gallery, Genf, Schweiz
- 2015 Swan song, MJ Gallery, Genf, Schweiz
- 2017 Feuer auf See, Kaskadenkondensator, Basel, Schweiz
- 2017 Terrasse, Silicon malley, Prilly, Schweiz
- 2017 Broken nails, Alienze, Lausanne, Schweiz
- 2018 Hypnology, Milieu, Bern, Schweiz
- 2018 20, EAC Les Halles, Porrentruy, Schweiz
- 2018 73e biennale d’art contemporain, Musée des Beaux-Arts, La Chaux-de-Fonds, Schweiz
- 2019 Kiefer Hablitzel exhibition, Kunsthaus Pasquart, Biel, Schweiz
- 2019 Kiefer Hablitzel prize exhibition, Basel, Schweiz
- 2019 Observer of the techniques, Wallriss, Fribourg, Schweiz
- 2019 Rewards and penalties on motivation, Lausanne, Schweiz
- 2019 Le ciel, l’eau, les dauphins, la vierge, les flics, le sang des nobles, l’ONU, l’Europe, les casques bleus, Facebook, Twitter, Forde, Genf, Schweiz
- 2019 Prix Mobilière 2019, Art Genève, Genf, Schweiz
- 2019 No conformism & Alienze, Material, Mexiko
- 2020 Palazzina 8, Palazzina, Basel, Schweiz
- 2020 Soft Shell, Kunsthaus Langenthal, Schweiz
- 2020 Duna Bianca, Gallery Dittrich & Schlechtriem, Berlin, Deutschland
- 2020 Biological contentment, HIT, Genf, Schweiz
- 2021 Never the same ocean, Haguiwara Projects, Tokio, Japan
- 2021 inventing the past, max goelitz, München, Deutschland
- 2021 chasing another tomorrow, max goelitz, München, Deutschland
- 2021 Lange + Pult, Auvernier, Schweiz
- 2021 Governmental fires, FUTURA, Prag, Tschechien
- 2021 Zurich Surprise, Gallery Lange + Pult, Zürich, Schweiz
- 2021 n/a/s/l, Mexiko-Stadt, Mexiko
- 2022 BODY CARE, DIT. Wien, Österreich
- 2022 Barbe à Papa, CAPC Museum für zeitgenössische Kunst von Bordeaux, Frankreich
- 2022 (Un)certain Ground, Kunsthaus Pasquart, Biel, Schweiz
- 2023 Mirage La collection d’art BCV, Musée cantonal des Beaux-Arts de Lausanne, Schweiz
- 2023 Vordemberge-Gildewart Stipendium 23, Kunstmuseum Appenzell, Schweiz
- 2023 Raumfahrt VII, Museum Langmatt, Schweiz
- 2024 Rien n’est permanent, Baronian, Brüssel
- 2024 symbiotic beings, max goelitz, München, Deutschland
- 2024 J’ai pleuré devant la fin d’un manga, Galerie Édouard-Manet, École municipale des Beaux-Arts, Gennevilliers, Frankreich